# Erich Domke
Franz Alfred Erich Domke (* 18. November 1885 in Berlin; † 25. März 1959 ebenda) war ein deutscher Handwerksmeister und Widerstandskämpfer gegen den Nationalsozialismus. Er gehörte der Widerstandsgruppe Roter Stoßtrupp an.

## Leben und Wirken

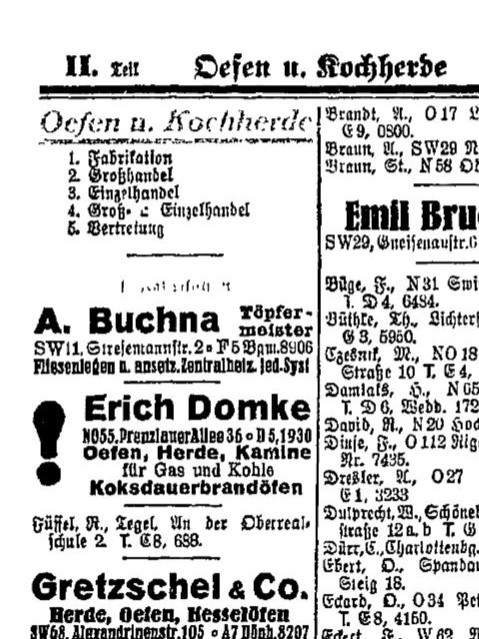
Werbung von Erich Domke im Berliner Adreßbuch, 1934

Erich Domke wurde am 18. November 1885 als Sohn des Töpfermeisters Franz Domke (1851–1928) und dessen Ehefrau Hedwig, geb. Metzker (1858–1945), in Berlin geboren. Im Mai 1910 heiratete er die Kontoristin Lucie Streese (1887–1971), die Tochter des Zigarrenfabrikanten Gustav Streese.
Während in der Heiratsurkunde sein Beruf noch mit „Töpfer“ angegeben wird, führt das Berliner Adreßbuch Erich Domke 1915 bereits als Töpfermeister auf, der im Haus Diedenhofer Straße 11 als Inhaber den Betrieb seines Vaters weiterführte. Dort betrieb er noch in den 1930er Jahren ein Fliesengeschäft. Domke war auch Fabrikant von Öfen, Herden und Kaminen für Gas- und Kohlebetrieb, darunter auch Dauerbrandöfen, und hatte im Haus Prenzlauer Allee 36 eine eigene Werkstatt, ein Büro und Verkaufsräume.
Seine Räumlichkeiten stellte Domke unter anderem Kurt Megelin und Richard Schröter vom Roten Stoßtrupp für illegale Zwecke zur Verfügung. Nach 1933 soll in Domkes Firma die illegale Zeitung Der Rote Stoßtrupp hergestellt worden sein. Darüber hinaus unterstützte Domke insbesondere Kurt Megelin durch Scheinbeschäftigungen, Unterkünfte sowie Alibis gegenüber den Ermittlungsbehörden. Die Widerstandstätigkeit von Domke wurde von den Nationalsozialisten offenbar nicht entdeckt.
Nach 1945 war Domke Schulleiter der Gewerblichen Fach- und Berufsschule der Ofensetzer Berlins.
Erich Domke starb am 25. März 1959 im Alter von 73 Jahren in seiner Wohnung an der Adresse Auerstraße 12. Seine Witwe veröffentlichte am 2. April eine Todesanzeige in der sozialistischen Tageszeitung Neues Deutschland, dem Zentralorgan der SED.